# Agnes von Hahn
Agnes Louise Sophie Ernestine Gräfin von Hahn, geb. Gräfin von Schlippenbach (* 29. Mai 1812 in Prenzlau; † 5. April 1857 in Basedow) war eine mecklenburgische Spalierobstzüchterin.

## Leben und Wirken

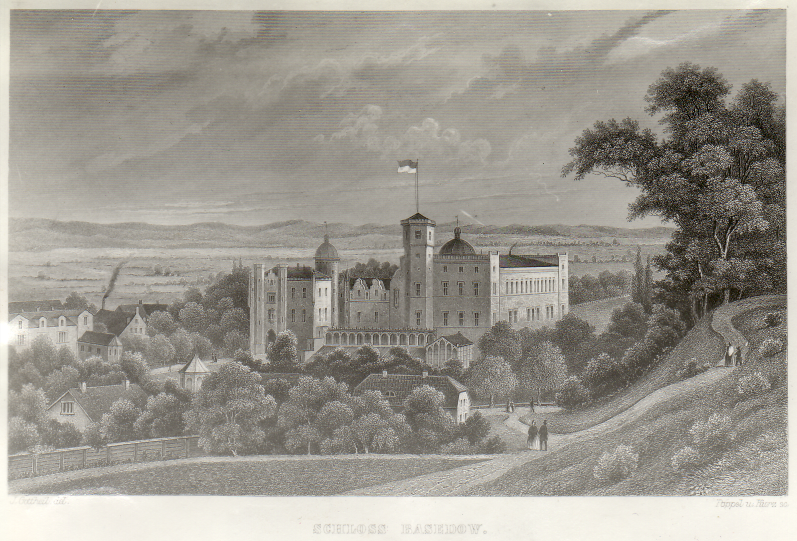
Schloss Basedow, um 1850

Agnes Gräfin von Hahn war eine Tochter des Königlich preußischen Kammerherrn Carl Friedrich Wilhelm Graf von Schlippenbach auf Schönermark und Arendsee. Sie entstammte einem Zweig der Familie Schlippenbach, der – bereits 1686 über Schweden aus dem Baltikum zurückkommend – im selben Jahr mit Großgrundbesitz rund um Schönermark in Brandenburg sesshaft geworden war.
Sie heiratete am 15. März 1830 in dessen zweiter Ehe den mecklenburgischen Gutsbesitzer, Pferdezüchter, Herrenreiter, Rennstallbesitzer und Erblandmarschall der Herrschaft Stargard, Friedrich Graf von Hahn (1804–1859, #365). Aus dieser Ehe entstammen vier Kinder: Anna (1830–1894, #372), Kuno (1832–1885, #373), Werner (* 1836; #374) und Max (1838–1903, #375).
Während ihrer Ehe trat das Grafenpaar mit umfangreichen Bauarbeiten auf dem Stammgut Basedow sowie auch auf anderen Besitzungen hervor, wovon in Basedow bis heute an zahlreichen Gebäuden das Doppelmonogramm des Paars „F.v.H. | A.v.H.“ zeugt.

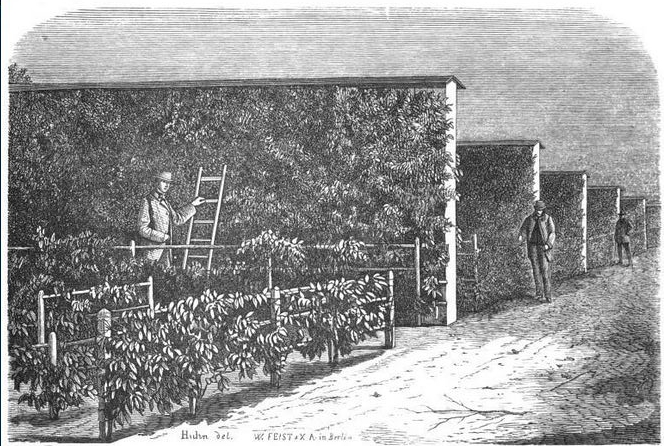
Lepèresche Mauern in Basedow

Im Jahr 1853 besuchte sie mit ihrem Bruder, dem Großgrundbesitzer Albert von Schlippenbach, Paris und war von der Qualität der dort angebotenen Früchte sehr beeindruckt. Die Geschwister beschlossen, zunächst in Frankreich Informationen über die dort praktizierte Technik des Obstbaus an Mauern einzuholen und anschließend in ihrer Heimat Mecklenburg neue Kulturtechniken und Obstsorten zu etablieren, um dort ebenfalls hochwertiges Obst produzieren zu können. Während ihres Frankreichaufenthaltes besuchten sie auch die Obstanlagen von Alexis Lepère dem Älteren, der für seine besonderen Fertigkeiten und Kenntnisse in der Pfirsichkultur bekannt war. Dessen Sohn, Alexis Lepère der Jüngere, bot an, im folgenden Frühjahr nach Mecklenburg zu reisen, um dort Tafelobstkulturen an Spalierobst-Mauern anzulegen.
Agnes von Hahn war Ehrenmitglied des Vereins für mecklenburgische Geschichte und Altertumskunde und Widmungsempfängerin des ersten Bandes der Hahnschen Geschlechtsgeschichte von Georg Christian Friedrich Lisch (4 Bände, 1844–1856). 
1846 veröffentlichte Fritz Reuter anonym in den von Wilhelm Raabe herausgegebenen Jahrbüchern Meklenburgisches Volksbuch für das Jahr 1846 und Meklenburg. Ein Jahrbuch für alle Stände, Jahrgang 1847 (beide Hamburg) seine Adelssatire Ein gräflicher Geburtstag: Die Feier des Geburtstages der regierenden Frau Gräfin, wie sie am 29. und 30. Mai 1842 in der Begüterung vor sich ging. Die von Reuter beschriebene verschwenderische Feier des 30. Geburtstags von Gräfin Agnes schließt mit dem Vers: „Wenn die Henne kräht und es schweigt der Hahn, dann ist das Haus gar übel dran!“.
Helmut Sakowski setzte ihr in seiner Klevenow-Trilogie (1993, 1994, 2000) als „Gräfin Schwan“ ein literarisches Denkmal.